# Centris albiceps
Centris albiceps är en biart som beskrevs av Heinrich Friese 1899. Centris albiceps ingår i släktet Centris och familjen långtungebin. Inga underarter finns listade.